# Берналийо (округ)
Бернали́йо (англ. Bernalillo) — округ в штате Нью-Мексико в США. Административный центр округа — город Альбукерке.

## История
Округ Берналийо был образован в 1852 году. Предположительно получил название в честь рода Гонсалес-Берналь (исп. Gonzales-Bernal), проживавшего на данной территории в XVII веке.

## География
Расположен в центральной части штата Нью-Мексико. Общая площадь территории округа — 3028 км².

### Прилегающие территории
- Округ Сибола, Нью-Мексико — на западе;
- Округ Сандовал, Нью-Мексико — на севере;
- Округ Санта-Фе, Нью-Мексико — на востоке;
- Округ Торранс, Нью-Мексико — на востоке;
- Округ Валенсия, Нью-Мексико — на юге.

## Демография
Население округа составляло:
- по переписи 2010 года — 662 564 человека;
- по переписи 2000 года — 556 678 человек.